# 富蘭克林鎮區 (堪薩斯州華盛頓縣)
富蘭克林鎮區（英語：Franklin Township）為美國堪薩斯州華盛頓縣轄下的鎮區。2010年美国人口普查中此鎮區人口有119人。

## 地理
富蘭克林鎮區涵蓋總面積為92.6平方（35.76平方英里），其中陸地面積為91.7平方（35.39平方英里），水域面積為0.96平方（0.37平方英里）或1.03%。

## 人口統計
根據2010年美國人口普查，富蘭克林鎮區人口有119人，其中男性有59人，女性有60人，人口密度為每平方公里1.29人，住房計71戶。鎮區內的白人有112人，非裔美國人有0人，美洲原住民有1人，亞裔美國人有0人，太平洋島裔美國人有0人，其他種族有1人，混血種族則有5人。此外鎮區內有1人為西班牙裔或拉丁裔美國人。此鎮區之年齡中位數為45.8歲，而男性年齡中位數為47.8歲，女性年齡中位數為43.0歲。